# ハードウェア
ハードウェア（英語: hardware）とは、コンピュータなどのシステムにおいて、機械、装置、設備、部品といった物理的な構成要素をいう。ソフトウェアとの対比語であり、単に「ハード」とも呼ばれる。
転じて、コンピュータとは無関係な分野においても、物理的な設備・施設・車両などを「ハードウェア」、物理的な形を持たない規則・運用・教育・技術・ノウハウなどを「ソフトウェア」と呼ぶことがある。

## 語源
英語でハードウェア (hardware) は、本来は「金物類、金属製品」の意味であり、かつては木材製品などとの対比語として用いられた。例えば英語で "hardware store" は、日本で言う「金物屋」を意味する。